# 方之扬
方之扬（1922年9月—2003年9月17日），男，浙江宁波人，中国临床烧伤医学专家、医学教育家，曾任第二军医大学教授、博士生导师。